# Trochosula conspersa
Trochosula conspersa là một loài nhện trong họ Lycosidae.
Loài này thuộc chi Trochosula. Trochosula conspersa được Ludwig Carl Christian Koch miêu tả năm 1882.